# Хрубоњово
Хрубоњово (слч. Hruboňovo) насељено је мјесто са административним статусом сеоске општине (слч. obec) у округу Њитра, у Њитранском крају, Словачка Република.

## Становништво
| Година:    | 1994. | 2004.   | 2014.   | 2024.    |
| ---------- | ----- | ------- | ------- | -------- |
| Број људи: | 464   | 487     | 502     | 588      |
| Разлика:   |       | +4,95 % | +3,08 % | +17,13 % |

| Година:    | 2023. | 2024.   |
| ---------- | ----- | ------- |
| Број људи: | 575   | 588     |
| Разлика:   |       | +2,26 % |

Према подацима о броју становника из 2011. године насеље је имало 508 становника.